# ベカ・ミケルタゼ
- ベカ・ミケルタゼ
- ベカ・ミケルターゼ

ベカ・ミケルタゼ（Beka Mikeltadze、グルジア語: ბექა მიქელთაძე、1997年11月26日 - ）は、ジョージア・クタイシ出身のプロサッカー選手。ポジションはフォワード。ジョージア代表。
Kリーグ時代の登録名はベカ（ハングル: 베카）。

## 来歴

### クラブ
FCゼスタポニでプロデビュー。FCディナモ・トビリシ、FCルスタヴィでのプレーを経て、キプロスのアノルトシス・ファマグスタへ移籍。その後、ロシアのFCルビン・カザン、FCロートル・ヴォルゴグラード、ギリシャのクサンティFCと渡り歩いた。
2021年7月6日、アーサー・パパスが監督に就任していたオーストラリアのニューカッスル・ジェッツに2年契約で加入。Aリーグ・メンデビューは2021年11月21日のマクドナルド・ジョーンズ・スタジアムで行われたセントラルコースト・マリナーズFC戦で先発フル出場を果たした。続く11月28日のウェスタン・シドニー・ワンダラーズFC戦で19分にペナルティーキックで加入後初ゴールを記録した。2023年5月6日に齋藤学らとともに退団が発表されたが、在籍2シーズンで50試合に出場し19ゴールを記録した。
2023年6月22日、韓国の光州FCに加入。同クラブはKリーグ1昇格1年目ながらも3位でリーグ戦を終え、AFCチャンピオンズリーグエリート2024/25出場権を獲得する大躍進を果たした。翌2024年9月17日、AFCチャンピオンズリーグエリート2024/25 リーグステージの横浜F・マリノス戦で光州は7-3で大勝したが、ミケルタゼはこの試合で1ゴール1アシストを記録した。
2024年12月23日、J2リーグのモンテディオ山形への加入内定が発表された。元サンフレッチェ広島F.Cのダビド・ムジリに続いて2人目のジョージア人Jリーガーとなる。

### 代表
U-17、U-19、U-21とジョージアの世代別代表に選出されている。2020年11月15日、UEFAネーションズリーグ2020-21・リーグCのアルメニア代表戦で80分にヴァレリアン・グヴィリアに代わって途中出場しA代表デビューを果たしている。

## 代表歴

### 試合数
- 国際Aマッチ 2試合 0得点（2020年-）[10]